# Leptura dimorpha
Leptura dimorpha es una especie de escarabajo longicornio del género Leptura, categorizada en la tribu Lepturini, de la subfamilia Lepturinae. Fue descrita por Bates en 1873.

## Descripción
Mide 12-18 mm de longitud.

## Distribución
Se distribuye por Japón.